# Oceania Sevens 2016
El Oceania Sevens de 2016 fue la novena edición del torneo de rugby 7 masculino de Oceanía.
Se disputó del 11 al 12 de noviembre en Suva, Fiyi.

## Fase de grupos

### Grupo A
| Equipo             | Encuentros | Encuentros | Encuentros | Encuentros | Tantos  | Tantos    | Tantos     | Puntos |
| Equipo             | jugados    | ganados    | empatados  | perdidos   | a favor | en contra | diferencia | Puntos |
| ------------------ | ---------- | ---------- | ---------- | ---------- | ------- | --------- | ---------- | ------ |
| Fiyi               | 4          | 4          | 0          | 0          | 198     | 31        | +167       | 12     |
| Papúa Nueva Guinea | 4          | 3          | 0          | 1          | 114     | 60        | +54        | 10     |
| Tonga              | 4          | 2          | 0          | 2          | 101     | 82        | +19        | 8      |
| Samoa Americana    | 4          | 1          | 0          | 3          | 38      | 150       | -112       | 6      |
| Nauru              | 4          | 0          | 0          | 4          | 25      | 153       | -128       | 4      |

### Grupo B
| Equipo          | Encuentros | Encuentros | Encuentros | Encuentros | Tantos  | Tantos    | Tantos     | Puntos |
| Equipo          | jugados    | ganados    | empatados  | perdidos   | a favor | en contra | diferencia | Puntos |
| --------------- | ---------- | ---------- | ---------- | ---------- | ------- | --------- | ---------- | ------ |
| Samoa           | 4          | 4          | 0          | 0          | 140     | 10        | +130       | 12     |
| Australia       | 4          | 3          | 0          | 1          | 117     | 36        | +81        | 10     |
| Islas Cook      | 4          | 2          | 0          | 2          | 58      | 64        | -6         | 8      |
| Nueva Caledonia | 4          | 1          | 0          | 3          | 38      | 124       | -86        | 6      |
| Islas Salomón   | 4          | 0          | 0          | 4          | 24      | 143       | -119       | 4      |

### Etapa eliminatoria

#### Copa de oro
|  | Semifinal          | Semifinal          | Semifinal |      |       | Final              | Final              | Final        |  |
|  |                    |                    |           |      |       |                    |                    |              |  |
|  |                    |                    |           |      |       |                    |                    |              |  |
|  | Papúa Nueva Guinea | Papúa Nueva Guinea | 12        |      |       |                    |                    |              |  |
|  | Papúa Nueva Guinea | Papúa Nueva Guinea | 12        |      |       |                    |                    |              |  |
|  | Samoa              | Samoa              | 17        |      |       |                    |                    |              |  |
|  | Samoa              | Samoa              | 17        |      | Samoa | Samoa              | 19                 |              |  |
|  |                    |                    |           |      | Samoa | Samoa              | 19                 |              |  |
|  |                    |                    | Fiyi      | Fiyi | 28    |                    |                    |              |  |
|  | Australia          | Australia          | Fiyi      | Fiyi | 28    | 7                  |                    |              |  |
|  | Australia          | Australia          |           |      |       | 7                  |                    |              |  |
|  | Fiyi               | Fiyi               | 19        |      |       | Tercer lugar       | Tercer lugar       | Tercer lugar |  |
|  | Fiyi               | Fiyi               | 19        |      |       | Tercer lugar       | Tercer lugar       | Tercer lugar |  |
|  |                    |                    |           |      |       |                    |                    |              |  |
|  |                    |                    |           |      |       | Papúa Nueva Guinea | Papúa Nueva Guinea | 0            |  |
|  |                    |                    |           |      |       | Papúa Nueva Guinea | Papúa Nueva Guinea | 0            |  |
|  |                    |                    |           |      |       | Australia          | Australia          | 25           |  |
|  |                    |                    |           |      |       | Australia          | Australia          | 25           |  |
|  |                    |                    |           |      |       |                    |                    |              |  |

| Bandera de Fiyi |
| Campeón Fiyi    |
| 2.do título     |